# 9 Метіда
9 Меті́да або 9 Метида (9 Metis) — один із найбільших астероїдів головного поясу, відкритий в 1848 році. Складається з силікатів і металевого нікель-залізного сплаву і може бути залишком ядра великого астероїда, який був знищений в результаті давнього зіткнення. Метида містить трохи менше половини відсотка загальної маси поясу астероїдів.

## Відкриття та найменування
Метіда була відкрита Ендрю Ґремом 25 квітня 1848 року в обсерваторії Маркрі в Ірландії. Це було його єдине відкриття астероїда. Це також був єдиний астероїд, відкритий в результаті спостережень з Ірландії до 7 жовтня 2008 року, коли через 160 років Дейв Макдональд з обсерваторії J65 виявив астероїд (281507) 2008 TM9. Його назва походить від міфологічної Метіди, титанки та океаніди, дочки Тетії та Океана. Назва «Фетіда» також була розглянута та відхилена (пізніше вона перейде до астероїда 17 Фетіда).

Порівняння розмірів перших 10 астероїдів і Місяця. Метіда — номер 9

## Характеристика
Напрямок обертання Метіди наразі невідомий через неоднозначність даних. Аналіз кривої блиску вказує на те, що полюс Метіди спрямований на екліптичні координати (β, λ) = (23°, 181°) або (9°, 359°) з невизначеністю 10°. Це дає осьовий нахил 72° або 76° відповідно.
Зображення Метіди отримані за допомогою космічного телескопа «Габбл» і аналізу кривих блиску узгоджуються з тим, що Метида має неправильну витягнуту форму з одним загостреним і одним широким кінцем. Радіолокаційні спостереження теж свідчать про наявність значної плоскої області.
Склад поверхні Метіди оцінюється як 30–40 % металовмісного олівіну та 60–70 % залізо-нікелівого сплаву.
Дані кривої блиску Метиди натякіли на існування супутника, однак подальші спостереження не підтвердили це припущення. Пізніші пошуки за допомогою космічного телескопа «Габбл» у 1993 році супутників не знайшли.

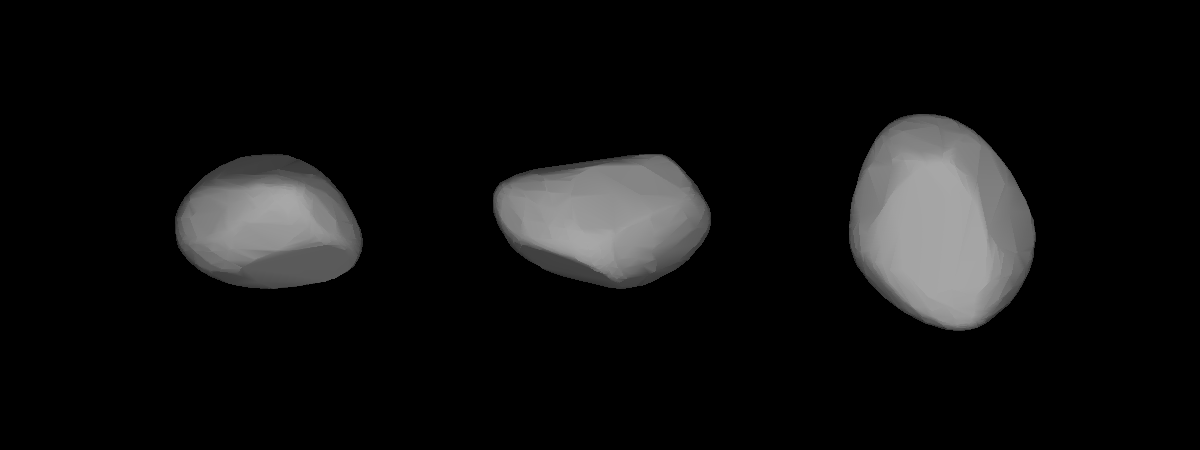
Форма Метіди, отримана з її кривої блиску

## Зв'язок з іншими астероїдами
Колись Метіду вважали членом сім'ї астероїдів, яку називали сім'єю Метіди, але подальші пошуки не підтвердили існування такої сім'ї.
Однак спектроскопічний аналіз виявив сильну спектральну подібність між Метідою та 113 Амальтеєю, і існує припущення, що ці астероїди можуть бути залишками дуже старої динамічної родини (віком принаймні 1 млрд років), менші члени якої були зруйновані в зіткненнях або викинуті збуреннями. Передбачуване батьківське тіло, за оцінками, мало діаметр від 300 до 600 км (розмір Вести) і було диференційованим. Метида могла б бути відносно неушкодженим залишком ядра (хоча й меншим, ніж 16 Психея), а Амальтея — фрагментом мантії, причому 90 % первісного тіла було втрачено. За збігом обставин і Метіда, і Амальтея мають тезок серед внутрішніх супутників Юпітера.

## Покриття
У 1984 році покриття зорі Метідою дало сім хорд, які Крістенсен використав для отримання еліпсоїдального профілю тіні астероїда розміром 210 × 170 км. 6 серпня 1989 року Метіда покрила зорю величиною 8,7, і вдалось отримати п'ять хорд і розрахувати діаметр 173,5 км. Спостереження покриття 11 лютого 2006 року дало лише дві хорди, що вказували на мінімальний діаметр 156 км. Усі три покриття відповідають еліпсоїду 222×182×130 км, запропонованому Бером.
7 березня 2014 року Метіда закрила зорю HIP 78193 (величиною 7,9) над частинами Європи та Близького Сходу.